# Dasylirion sereke
Dasylirion sereke är en sparrisväxtart som beskrevs av Bogler. Dasylirion sereke ingår i släktet Dasylirion, och familjen sparrisväxter. Inga underarter finns listade i Catalogue of Life.